# Таємниця корабельного годинника
«Таємни́ця корабе́льного годи́нника» (азерб. «Gəmi saatının sirri») — українсько-азербайджанський радянський художній фільм азербайджанського режисера Руфата Шабанова. Спільне виробництво кіностудій імені Олександра Довженка та «Азербайджанфільм» ім. Джафара Джабарли.

## Сюжет
Головний герой фільму десятирічний Алік. Ланцюг пригод юного бакинця, який втік з дому, привела його в Одесу. Тут хлопчик подружився зі своїми однолітками і багатьма іншими людьми, отримав перші уроки життя. Додому він повернувся в супроводі тата і мами, для яких втеча сина стала іспитом на міцність сім'ї.

## Актори
- Анар Таги-Заде — Алік
- Микола Волков-мол. — інженер
- Ельміра Шабанова — мати Аліка
- Мурад Ягіазаров — батько Аліка
- Лена Зеркаль — Аня
- Владик Новіков — Стьопа
- Сергій Коваленко — Гена
- Діма Буковченко — Славко
- Галина Довгозвяга — мати Ані і Стьопи
- Олександр Мовчан — Сіньков
- Йосип Найдук — Ковальчук
- Юрій Саранцев — Кучерявий
- Володимир Татосов — Семен
- Валентин Грудинін — Жора
- В епізодах: Тетяна Антонова, Борис Болдиревський, Агафія Болотова, Володимир Волков, Володимир Мишаков, Раїса Пироженко, Г. Романюк

## Творча група
- Автор сценарію: Рустам Ібрагімбеков
- Режисер-постановник: Руфат Шабанов
- Оператор-постановник: Микола Журавльов
- Художник-постановник: Георгій Прокопець
- Композитор: Леонід Вайнштейн
- Пісня на вірші Олександра Вратарьова
- Режисер: Ігор Вєтров
- Оператори: В. Пономарьов, Олександр Чорний
- Звукооператор Георгій Парахніков
- Монтажер: Тамара Сердюк
- Костюми: Валентина Горлань
- Художник-гример: І. Журавльова
- Комбіновані зйомки: оператор — Валентин Симоненко, художник — Михайло Полунін
- Редактор: Марина Меднікова
- Директор картини: Петро Тарасов